# Чемпионат Сент-Люсии по шоссейному велоспорту
Чемпионат Сент-Люсии по шоссейному велоспорту — национальный чемпионат Сент-Люсии по шоссейному велоспорту, проводимый Федерацией велоспорта Сент-Люсии с 2008 года. За победу в дисциплинах присуждается майка в цветах национального флага (на илл.).

## Призёры

### Мужчины. Групповая гонка.
| Год  | Победитель      | Второй                    | Третий                    |
| ---- | --------------- | ------------------------- | ------------------------- |
| 2008 | Курт Мараж      | Станислав Уинстон Уильямс | Кирк Мараж                |
| 2009 | Курт Мараж      | Честер Форд               | Станислав Уинстон Уильямс |
| 2010 | Сэмми Джозеф    | Кирк Мараж                | Курт Мараж                |
| 2011 | Курт Мараж      | Фидель Мангал             | Кирк Мараж                |
| 2012 | Фидель Мангал   | Курт Мараж                | Станислав Уинстон Уильямс |
| 2013 | Курт Мараж      | Фидель Мангал             | Кирк Мараж                |
| 2014 | Курт Мараж      | Фидель Мангал             | Кирк Мараж                |
| 2015 | Фидель Эснар    | Станислав Уинстон Уильямс | Гиллан Мозес              |
| 2016 | Антониус Батист | Фидель Эснар              | Станислав Уинстон Уильямс |
| 2017 | Эндрю Норберт   | Фидель Эснар              | Клюйверт Митчел           |
| 2018 | Эндрю Норберт   | Станислав Уинстон Уильямс | Фидель Эснар              |

### Мужчины. Индивидуальная гонка.
| Год  | Победитель | Второй                    | Третий       |
| ---- | ---------- | ------------------------- | ------------ |
| 2009 | Курт Мараж | Станислав Уинстон Уильямс | Кирк Мараж   |
| 2010 | Курт Мараж | Станислав Уинстон Уильямс | Сэмми Джозеф |
| 2011 | Кирк Мараж | Станислав Уинстон Уильямс | Фидель Эснар |

### Женщины. Групповая гонка.
| Год  | Победитель    | Второй          | Третий |
| ---- | ------------- | --------------- | ------ |
| 2015 | Оливия Декарт | Тони Энн Джеймс |        |